# De Passievrucht (film)
De Passievrucht is een Nederlandse film uit 2003, naar het boek De Passievrucht van Karel Glastra van Loon. De internationale titel is Fathers Affair. Er kwamen 102.000 mensen naar deze film.

## Verhaal
Armin wil met zijn nieuwe vriendin een kind, al heeft hij al een 13-jarige zoon Bo, maar die komt voort uit zijn vorige relatie met zijn overleden vriendin Monika. Na onderzoek blijkt dat Armin onvruchtbaar is en dat altijd al zo geweest is. Armin is verbijsterd en neemt zijn zoon en vriendin Ellen mee in zijn emoties. Nu hij weet dat Bo niet zijn zoon is gaat hij op zoek naar de biologische vader, het verhaal krijgt een enorme wending.
Armin verdenkt elke man die in Monika's leven is geweest, en hij moet en zal de antwoorden bemachtigen. Op het einde blijkt dat Armins vader ook de vader van Bo is...

## Hoofdrollen
- Peter Paul Muller - Armin Minderhout
- Carice van Houten - Monika
- Halina Reijn - Ellen
- Jan Decleir - Huib Minderhout
- Dai Carter - Bo
- Frank Lammers - Dees
- Gijs Scholten van Aschat - huisarts Terlinden
- Jeroen Willems - Robbert
- Tjitske Reidinga - Anke Neerinckx

## Achtergrond
De schrijver Karel Glastra van Loon overleed kort na de première.

## Prijzen
- Gouden Kalf voor beste geluid
- nominatie Gouden Kalf voor beste actrice (Halina Reijn) en beste film
- gouden film: 100.000 bezoekers